# UN-Botschafter des Friedens

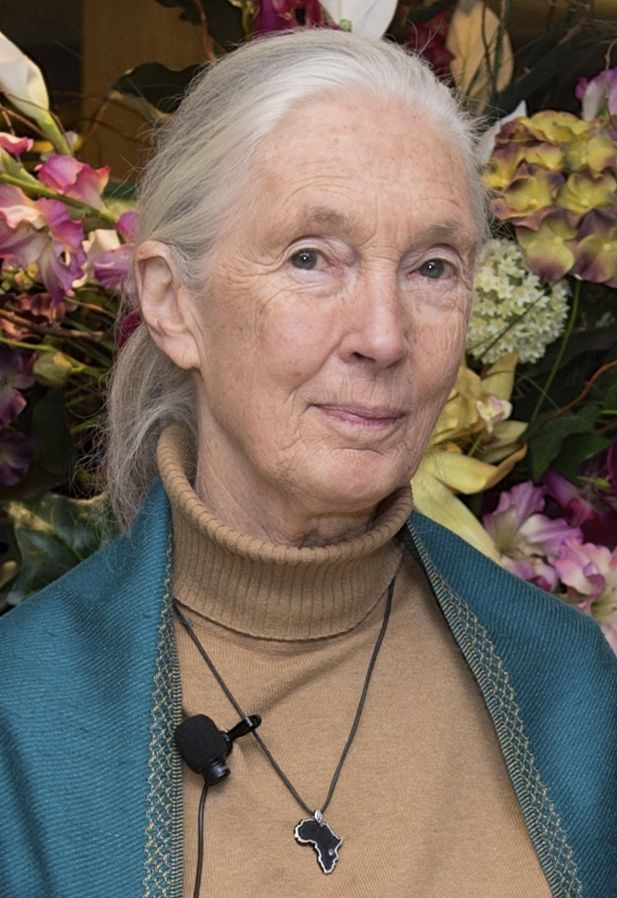
Jane Goodall

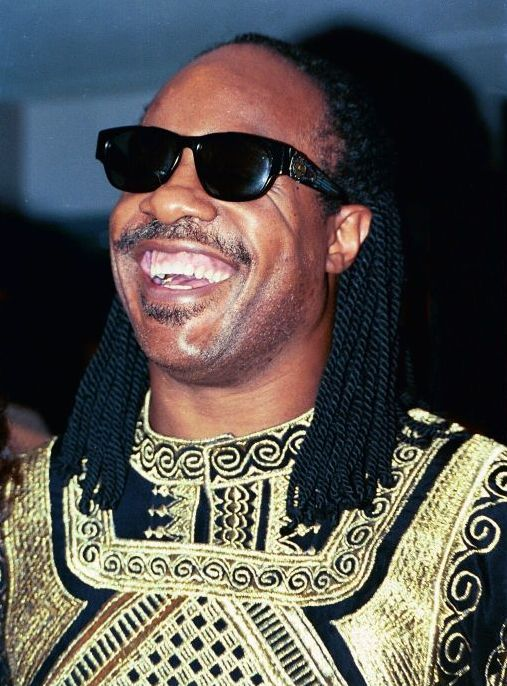
Stevie Wonder

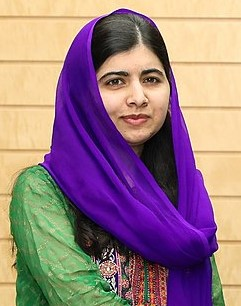
Malala Yousafzai

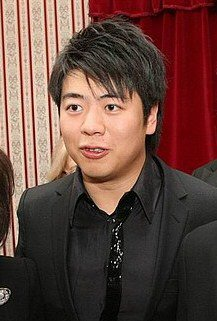
Lang Lang

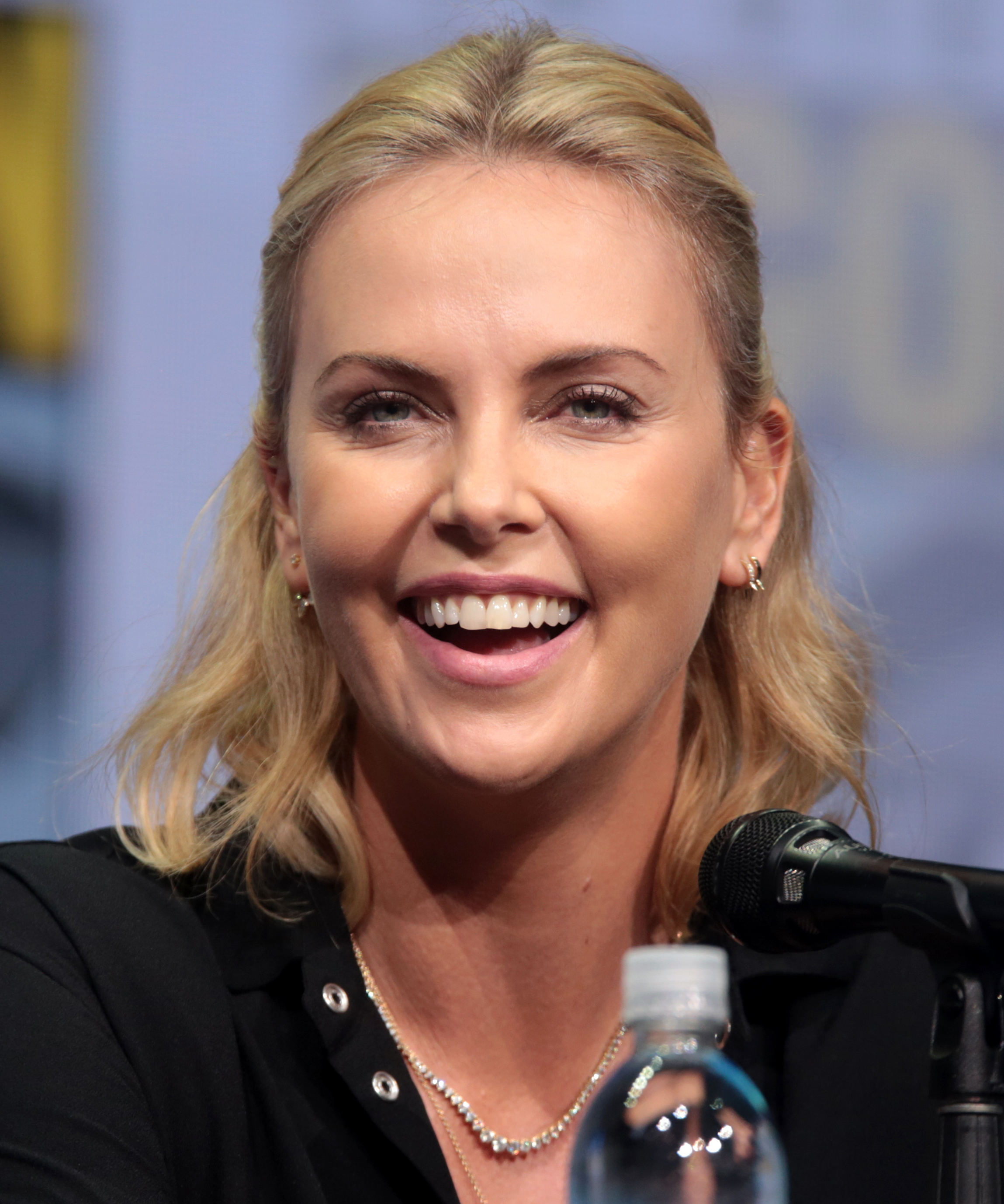
Charlize Theron

UN-Botschafter des Friedens, engl. Messengers of Peace, sind angesehene Persönlichkeiten z. B. aus den Bereichen Kunst, Schauspiel, Wissenschaft, Literatur, Musik oder Sport, welche durch ihr Engagement die Arbeit der Vereinten Nationen unterstützen.
Der Titel wird durch den Generalsekretär der Vereinten Nationen verliehen.
Die „Friedens-Botschafter“ versuchen, durch öffentliche Auftritte, Kontakte zu internationalen Medien und ihr humanitäres Engagement das öffentliche Verständnis für die Ideale und Ziele der UN zu stärken. Sie haben im Gegensatz zu den UN-Goodwill-Botschaftern keinen Diplomatenstatus. 

## Aktuelle Botschafter des Friedens
(Stand Dezember 2022)
- Michael Douglas (seit 1998)
- Jane Goodall (seit April 2002)
- Yo-Yo Ma (seit September 2006)
- Prinzessin Haya von Jordanien (seit September 2007)
- Daniel Barenboim (seit September 2007)
- Paulo Coelho (seit September 2007)
- Midori Gotō (seit September 2007)
- Charlize Theron (seit November 2008)
- Stevie Wonder (seit Dezember 2009)
- Leonardo DiCaprio (seit September 2014)
- Lang Lang  (seit Juli 2015)
- Edward Norton  (seit 2010)
- Malala Yousafzai (seit April 2017)

## Ehemalige Botschafter des Friedens
- Muhammad Ali
- Vijay Amritraj
- George Clooney
- Wangari Maathai
- Enrico Macias
- Wynton Marsalis
- Luciano Pavarotti
- Elie Wiesel